# Euproctis chrysophaea
Euproctis chrysophaea är en fjärilsart som beskrevs av Walker 1865. Euproctis chrysophaea ingår i släktet Euproctis och familjen tofsspinnare. Inga underarter finns listade i Catalogue of Life.